# Rio Piedras (Espanha)
O rio Piedras (em castelhano:  Río Piedras) é um pequeno rio costeiro da província de Huelva, no oeste da Andaluzia, Espanha. Nasce no município de El Almendro, embora a maior parte dos riachos que lhe dão origem procedam da Serra do Almendro, vindos do município de Villanueva de los Castillejos. Corre de norte para sul e desagua entre a Flecha del Rompido (município de Lepe) e El Portil (município de Cartaya). Encontra-se no seu percurso uma barragem, a barragem de Piedras (em espanhol: embalse de Piedras).
O seu troço final encontra-se incluído na Paisagem Natural dos Pântanos do Rio Piedras e Flecha del Rompido (em espanhol: Paraje Natural Marismas del Río Piedras y Flecha del Rompido).